# Кара-Погосян Роман Акопович
Роман Акопович Кара-Погосян (вірм. Ռոման Հակոբի Կարա-Պողոսյան, 25 березня 1947, Єреван — 16 вересня 2009, Єреван) — вірменський державний і військовий діяч, генерал-майор поліції (1993).

## Біографічна довідка

### Освіта
1969 рік — Єреванський політехнічний інститут.
1986 рік — юридичний факультет Єреванського державного університету.
1989 рік — перший факультет Академії МВС СРСР.

### Кар'єра
Після закінчення Єреванського політехнічного інституту поступив на роботу в органи внутрішніх справ, почавши свою кар'єру з інспектора БХСС. У 1988 році Роману Акоповичу Кара-Погосяну довірено очолити Управління по боротьбі з розкраданнями соціалістичної власності (БХСС) Вірменської РСР, а в подальшому і Управління карного розшуку Республіки Вірменії. З 1992 по 1994 рік обіймав посаду заступника міністра внутрішніх справ Вірменії, одночасно очолюючи Управління внутрішніх справ міста Єреван. Після оголошення незалежності Вірменії, першим в системі МВС Вірменії, Роману Акоповичу Кара-Погосяну присвоєно звання генерал-майора внутрішньої служби.
У 1994 році генерал-майор Кара-Погосян рішенням Ради глав урядів СНД призначений на посаду заступника директора, а в подальшому першого заступника директора Бюро з координації боротьби з організованою злочинністю та іншими небезпечними видами злочинів на території СНД. Вийшов на пенсію у грудні 2005 року. У липні 2009 року указом Президента Республіки Вірменії відставний генерал-майор Кара-Погосян бу призначений на посаду начальника Управління Ради Національної безпеки при Президентові Республіки Вірменія, де займався питаннями внутрішньої безпеки Вірменії.
З 1991 по 1994 рік Кара-Погосян Роман Акопович був президентом федерації боксу Вірменії.

### Нагороди
Має 30 державних і відомчих нагород СРСР, Російської Федерації і Республіки Вірменія. Нагороджений орденом Знак Пошани. Двічі нагороджувався іменною зброєю, з боку міністрів внутрішніх справ Республіки Вірменія Російської Федерації.
Удостоєний звань: «Заслужений працівник МВС СРСР», «Почесний працівник МВС РФ», «Заслужений службовець поліції Республіки Вірменія».

## Виноски
1. ↑  Решение совета глав правительств СНГ от 15.04.1994. Архів оригіналу за 26 липня 2017. Процитовано 22 червня 2018.